# 유로넥스트 파리

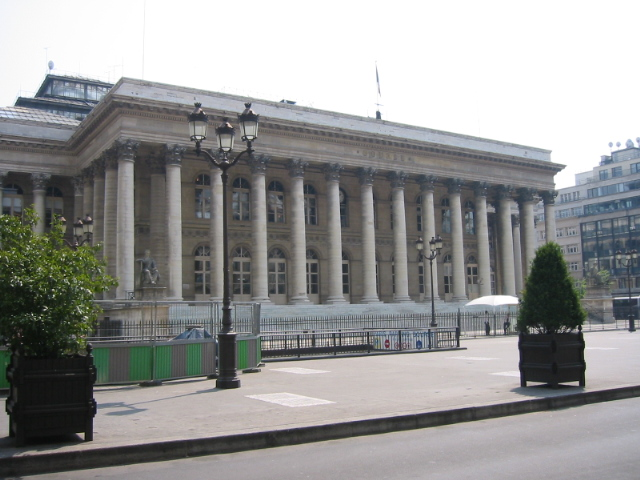

유로넥스트 파리(Euronext Paris)는 예전에는 파리 증권거래소(프랑스어: Paris Bourse)로 불려진 프랑스의 증권거래소이다. 2000년 9월 22일 브뤼셀 증권거래소, 리스본 증권거래소, 암스테르담 증권거래소와 병합하면서 유로넥스트 N.V.를 형성하였다.

## 같이 보기
- CAC 40